# 种明辉
种明辉（1944年10月—），山东滕州人，中国人民解放军少将军衔。
曾任江苏省军区参谋长、副司令员，安徽省军区司令员，中共安徽省委常委，南京军区联勤部部长、军区党委常委。是第十届全国人大代表。    